# Thymus nervosus
Thymus nervosus là một loài thực vật có hoa trong họ Hoa môi. Loài này được J.Gay ex Coste miêu tả khoa học đầu tiên năm 1904.